# Hays Mountains
Le Hays Mountains sono un esteso gruppo montuoso che sormonta la linea di divisione tra le porzioni inferiori del Ghiacciaio Amundsen e del Ghiacciaio Scott e si estendono dalle prossimità del Monte Thorne a nordovest al Monte Dietz a sudest.
Fanno parte dei Monti della Regina Maud, in Antartide.
Furono scoperti dal Retroammiraglio Richard E. Byrd durante il volo del 28-29 novembre 1929 verso il Polo Sud della Byrd Antarctic Expedition (ByrdAE). Furono parzialmente mappati dalla componente geologica della spedizione Byrd nel 1929 e 1934. 
La denominazione fu assegnata in onore di Will H. Hays (1879-1954), per lungo tempo direttore della Motion Picture Association of America.

## Elevazioni principali
Il Monte Astor, importante vetta della catena, fu denominato da Byrd in onore di Vincent Astor, della famiglia Astor, per il suo contributo filantropico alla spedizione del 1929. 

## Elevazioni importanti
- Ghiacciaio Cappellari
- Cox Peaks
- Dragons Lair Névé
- Fission Wall
- Forbidden Valley
- Heinous Peak
- Ghiacciaio Koerwitz
- Monte Armstrong
- Monte Astor
- Monte Borcik
- Monte Colbert
- Monte Crockett
- Monte Dayton
- Monte Dietz
- Monte Gevers
- Monte Goodale
- Monte Griffith
- Monte Stump
- Monte Thorne
- Monte Vaughan
- Monte Walshe
- Ghiacciaio Scott
- Sledging Col
- Ghiacciaio Souchez
- Ghiacciaio Vaughan